# Boehmeria didymogyne
Boehmeria didymogyne är en nässelväxtart som beskrevs av Hugh Algernon Weddell. Boehmeria didymogyne ingår i släktet Boehmeria och familjen nässelväxter. Inga underarter finns listade i Catalogue of Life.